# Iepure fluierător
Iepurii fluierători, numiți și iepuri șoareci, pikas sau iepuri șuierători, sunt mamiferele din ordinul lagomorfelor, Lagomorpha, ce alcătuiesc genul Ochotona, singurul gen extant din familia Ochotonidae.

## Specii
Sunt actualmente recunoscute următoarele specii extante de iepuri fluierători:
- Familia Ochotonidae
  - Genul Ochotona
    - Subgenul Pika
      - Iepure fluierător din Altai (Ochotona alpina)
      - Ochotona argentata
      - Ochotona collaris
      - Ochotona coreana
      - Ochotona hoffmanni
      - Iepure fluierător nordic (Ochotona hyperborea)
      - Ochotona mantchurica
      - Ochotona opaca
      - Ochotona pallasi
      - Iepure fluierător american (Ochotona princeps)
      - Ochotona turuchanensis

    - Subgenul Conothoa
      - Ochotona erythrotis
      - Ochotona forresti
      - Ochotona gloveri
      - Ochotona himalayana
      - Ochotona iliensis
      - Ochotona koslowi
      - Ochotona ladacensis
      - Ochotona macrotis
      - Ochotona roylei
      - Ohotonă roșie (Ochotona rutila)

    - Subgenul Ochotona
      - Ochotona cansus
      - Ochotona curzoniae
      - Iepure fluierător dauric (Ochotona dauurica)
      - Ochotona syrinx
      - Ochotona nubrica
      - Pika de stepă (Ochotona pusilla)
      - Ochotona qionglaiensis
      - Ochotona rufescens
      - Ochotona sikimaria
      - Ochotona thibetana
      - Ochotona thomasi

    - Subgenul Alienauroa
      - Ochotona huanglongensis
      - Ochotona sacraria
      - Ochotona flatcalvariam